# Блу Ърт (окръг, Минесота)
Окръг Блу Ърт (на английски: Blue Earth County) е окръг в щата Минесота, Съединени американски щати. Площта му е 1984 km², а населението - 55 941 души (2000). Административен център е град Манкато.